# 春夏秋冬そして春
『春夏秋冬そして春』（봄 여름 가을 겨울 그리고 봄）は、2003年に製作された韓国映画。キム・ギドク監督作品。

## 解説
山奥の小さな寺を舞台に、一人の男の生涯を5章に渡って描いたドラマ映画。

## あらすじ
春
山寺で老僧と暮らす子どもは、ある日小動物を殺してしまう。
夏
あの時の子どもは成長して青年となり、寺を訪れた少女に恋をした。
秋
青年は妻に裏切られ、怒りを抱えたまま寺に戻った。
冬
あれから何年かして、男は再び寺に戻ってきた。老僧のいなくなったその寺は荒れ果てていた。

## キャスト
- オ・ヨンス - 老僧
- キム・ジョンホ - 子供
- ソ・ジェギョン - 少年
- キム・ヨンミン - 青年
- ハ・ヨジン - 少女
- キム・ジョンヨン
- チ・デハン
- チェ・ミン
- キム・ギドク